# Ключ 71
Ключ 71 (трад. и упр. 无) — ключ Канси со значением «небытие»; один из 34, состоящих из четырёх штрихов.
В словаре Канси всего 12 символов (из 49 030), которые можно найти c этим радикалом.

## История
Древняя идеограмма, от которой произошел современный иероглиф «ничто, небытие», скорее всего была связана с условным изображением человека и черточек, обозначающих небесные сферы.
- Одна из версий происхождения этого иероглифа гласит, что верхняя основная часть знака связана с иероглифом 天 «небо» (в котором тоже присутствует изображение человека), в этом случае смысл идеограммы заключается в изображении небесного безвоздушного пространства или пустоты — «ничто».
- По другой версии, две горизонтальные черты — небо, в котором находится голова «человека» (нижний элемент знака), в этом случае передается смысл «небытие».

В качестве ключевого знака иероглиф используется редко.

Вид в Цзиньвэнь
Вид в большой печати Чжуаньшу
Вид в малой печати Чжуаньшу

В словарях находится под номером 71.

## Варианты прочтения
- кит. 无部, пиньинь wúbù, убу.
- яп. 无繞, munyō, мунё.
- кор. 무, mu, мы?, 없을, eopseul, апсыль?.

## Примеры иероглифов
| Доп. штрихи | Иероглифы |
| ----------- | --------- |
| 0           | 无 旡     |
| 5           | 既        |
| 7           | 旣        |
| 9           | 旤        |